# Stephanomeria malheurensis
Stephanomeria malheurensis là một loài thực vật có hoa trong họ Cúc. Loài này được Gottlieb miêu tả khoa học đầu tiên năm 1978.